# Typha latifolia
Pour les articles homonymes, voir Massette (homonymie) et Quenouille (homonymie).
Massette à feuilles larges, Quenouille à feuilles larges
Espèce
Classification phylogénétique
Statut de conservation UICN

 LC  : Préoccupation mineure

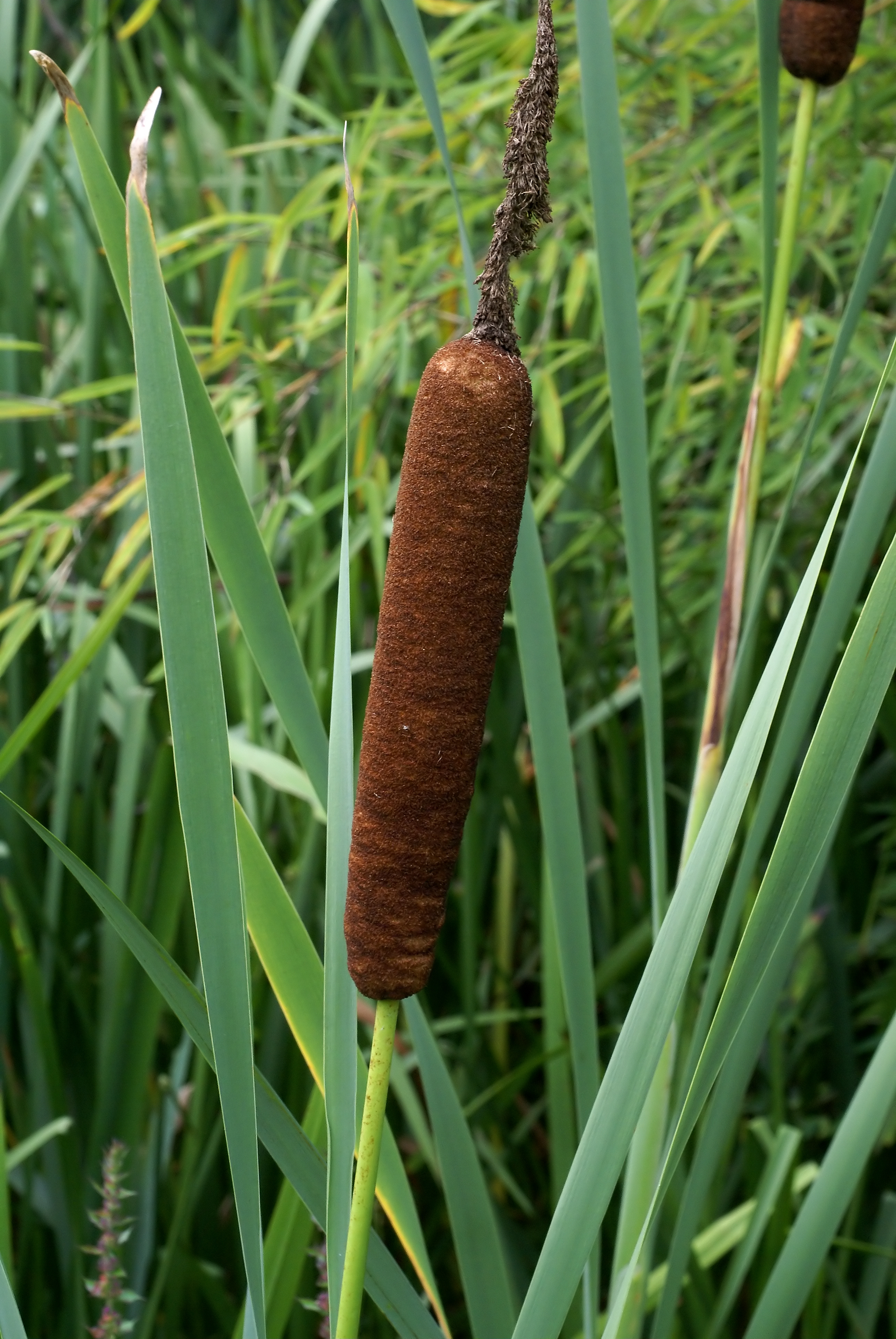
Inflorescence de Typha latifolia.

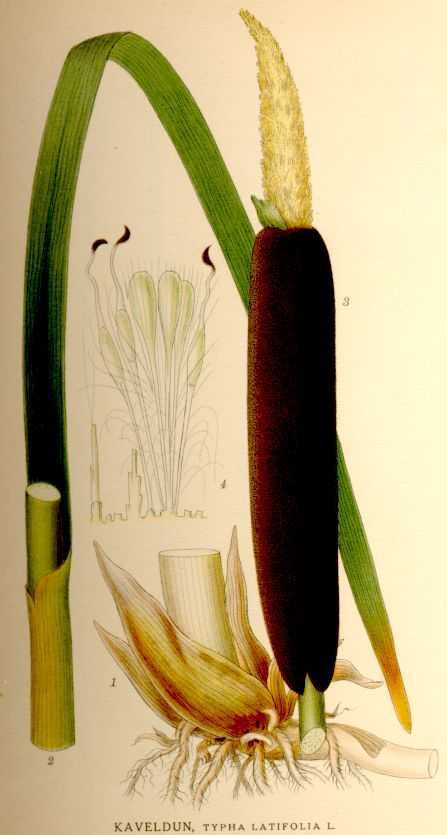
Typha latifolia (Carl Axel Magnus Lindman)

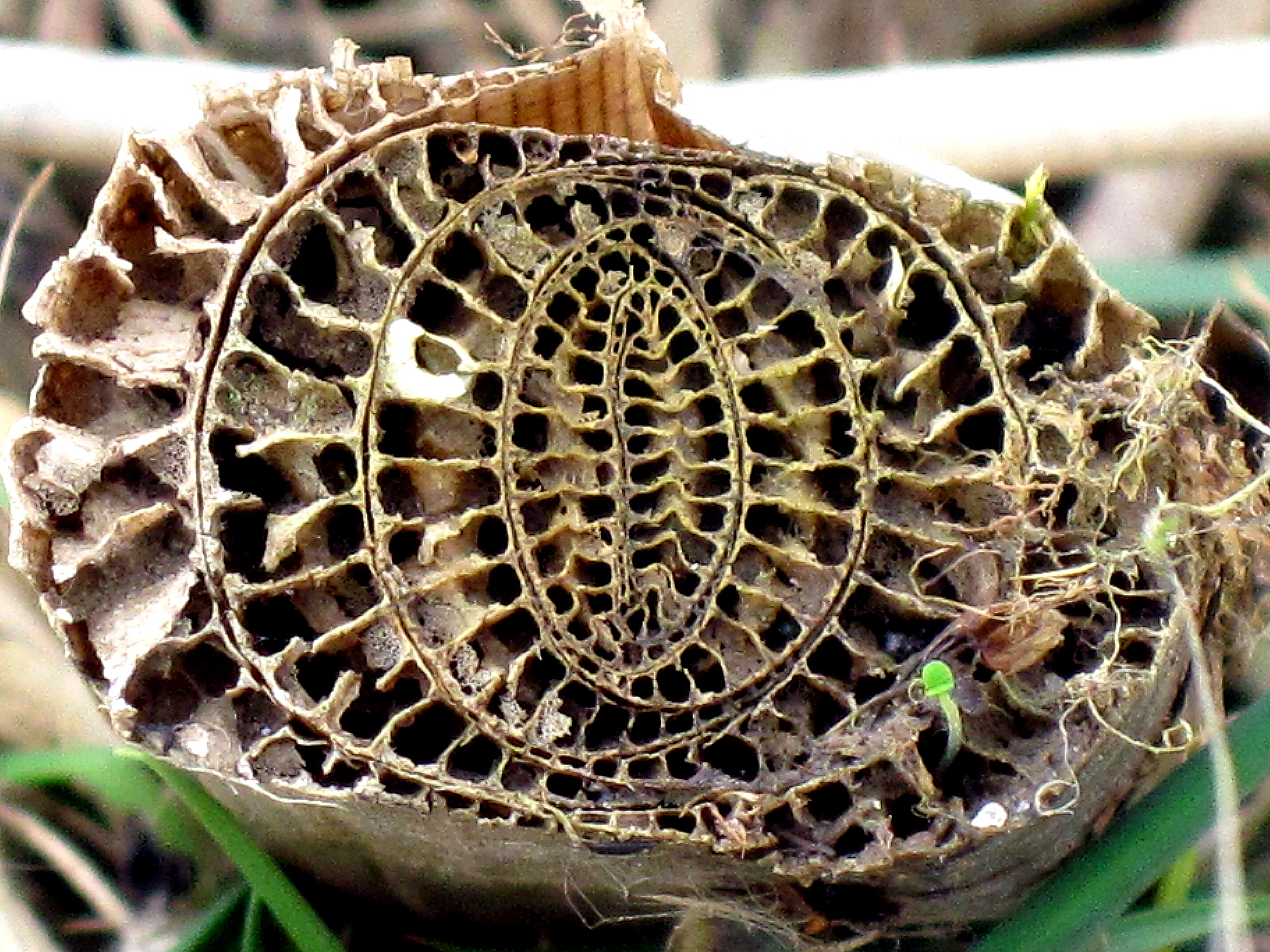
Vue d'une section de la tige de Typha latifolia (roseau à massette), montrant la structure très cloisonnée de l'intérieur de celle-ci.

La Massette à feuilles larges (Typha latifolia), aussi appelée Roseau à massette, Rauche, ou Quenouille à feuilles larges au Canada, est une plante de la famille des Typhaceae. C'est l'espèce la plus commune du genre Typha.

## Répartition
Cette plante herbacée pérenne pousse dans les régions tempérées, boréales et localement tropicales de l'hémisphère nord, dans des sols très humides à marécageux. Elle n'est présente que près des étendues d'eau douce ou des cours d'eau, car elle ne peut tolérer une concentration de 1 % de chlorure de sodium (NaCl ou sel de cuisine). La plante peut mesurer entre 1 et 2 m 50 de haut, elle possède des feuilles larges de 1 à 2 cm.
Cette plante est originellement apparue en Amérique du Nord où, au moins depuis le début de l'Holocène, elle est notamment consommée par des mammifères semi-aquatiques tels que le Castor, le rat musqué et le Ragondin.
Des indices palynologiques laissent penser que les typhas (végétation émergente prédominante des milieux humides côtiers du haut Saint-Laurent) sont présents dans la région depuis la dernière déglaciation, mais une analyse paléoécologique récente montre que le roseau à massette est devenu prédominant depuis l'apparition de l'agriculture dans ce bassin versant, au détriment ou en remplacement de plantes aquatiques à des profondeur variable associées à des aulnes adjacents (il y a 5 160 à 1 610 ans), à des communautés de carex peu profonds (1 610 YBP à 100 YBP) ; avec une augmentation rapide de l'abondance relative de Typhas (monades angustifolia/Sparganium notamment) « commençant près du pic de l'activité agricole (vers 1880 apr. J.-C.) et atteignant les niveaux modernes vers 1940 », soit plusieurs décennies avant les grands travaux de régulation des niveaux d'eau du fleuve Saint-Laurent et au moment de l'augmentation de la sédimentation et des changements associés au début de l'agriculture dans ce bassin.

## Caractéristiques
Organes reproducteurs

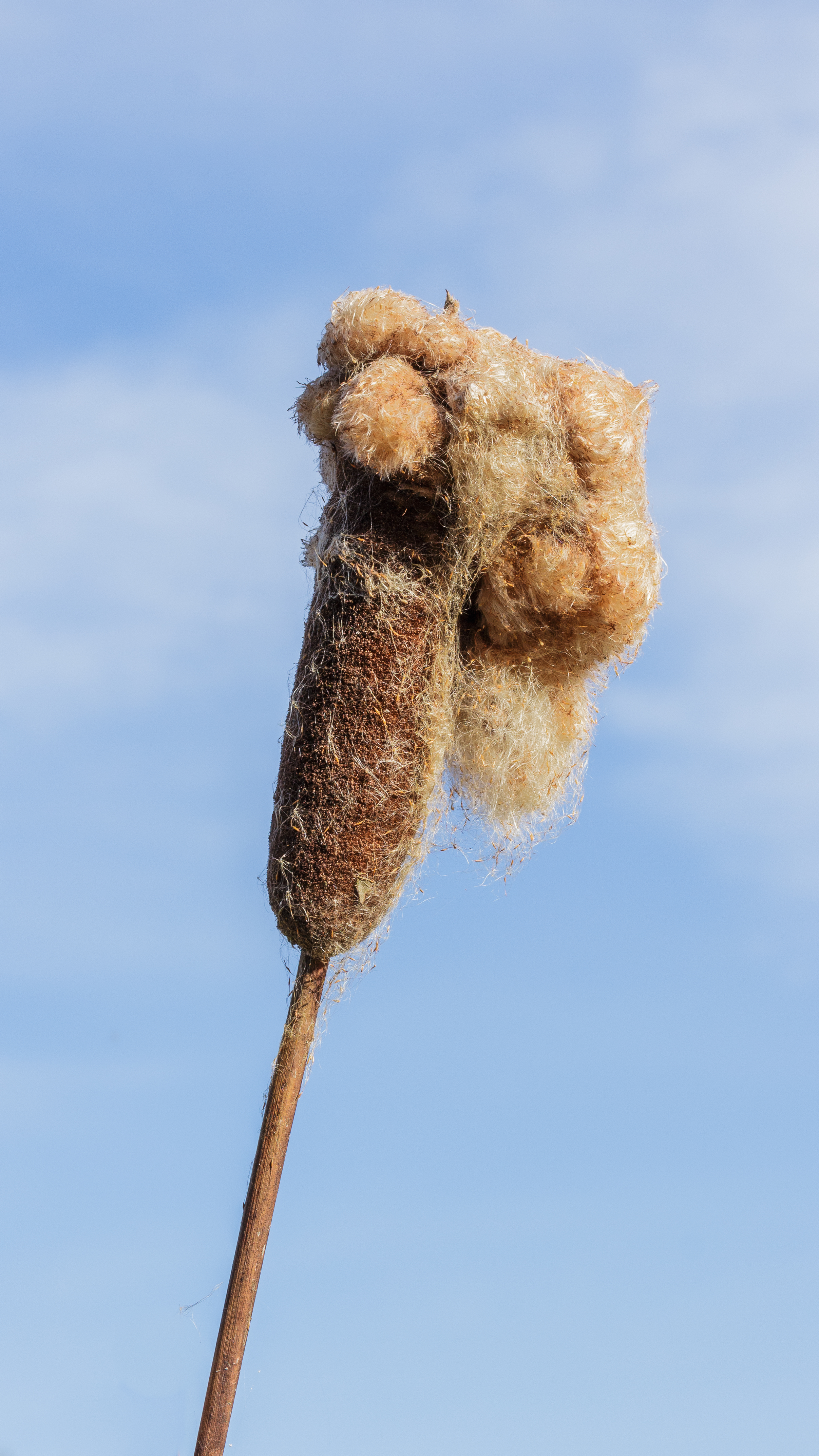
Infrutescence de massette à larges feuilles en cours d'anémochorie (octobre 2018).

- Période de floraison : juillet-septembre
- Inflorescence : épi simple
- Sexualité : monoïque
- Pollinisation : anémogame

Graine
- Fruit : akène. On compte plus de 300.000 graines ailées par massette[réf. nécessaire].
- Dissémination : anémochore

Habitat et répartition
- Habitat type : roselières européennes
- Aire de répartition : cosmopolite

Données d'après : Julve, Ph., 1998 ff. - Baseflor. Index botanique, écologique et chorologique de la flore de France. Version: 23 avril 2004.

## Utilisations

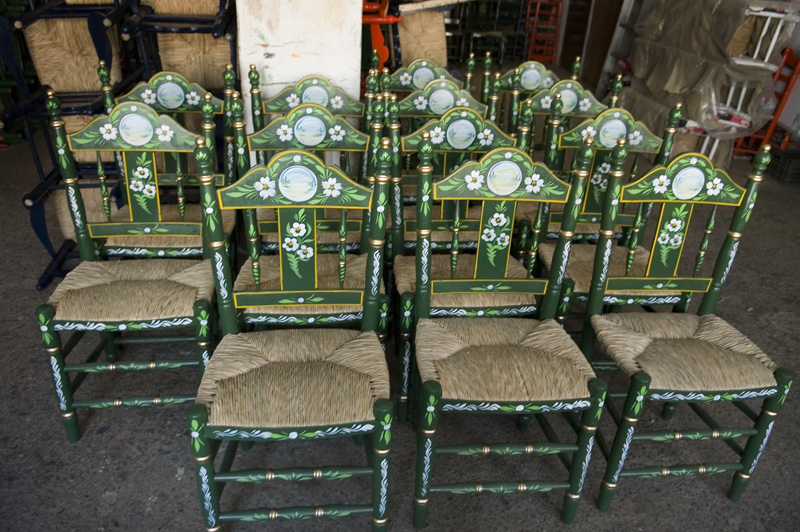
Production de chaises en Typha à Galaroza (province de Huelva) en Espagne (2013).

On trouve des traces préhistoriques d'utilisations alimentaires du rhizome de cette plante dès le paléolithique, puis au mésolithique en Europe, ; et à titre d'exemple, il y a quelques siècles, les colons européens ont rapporté que les amérindiens natifs de la Colombie-Britannique utilisaient traditionnellement cette plante comme source de nourriture, de médicaments,. Et de par le monde, cette plante a connu de nombreux autres usages.

### Alimentation humaine
Comme le soulignait l'anthropologue et ethnobotaniste américain Daniel Moerman (connu pour ses travaux sur l'utilisation des plantes par les Amérindiens) ce typha est l'une des rares plantes abondantes en zone tempérée de l'hémisphère nord et dont toutes les parties peuvent être mangées, comme des asperges (dénommées « asperges cosaques » en Russie) au début du printemps, puis ce sont les épis floraux bouillis qui étaient mangés, puis le pollen était utilisé comme condiment et en toute saison de l'été à l'hiver, les tubercules étaient consommés comme riche source d'amidon (farine à 266 kcal/100 grammes) ; il en contient plus que la pomme de terre, tout en présentant une teneur en protéines proche de celle du maïs ou du riz selon Morton (1975) ; « elle contient plus de matières grasses mais légèrement moins de protéines que la farine de pomme de terre ou de blé, et seule la farine de pomme de terre contient plus de minéraux »,,,, ; Selon A. Liptay : Ce Typha (Typha latifolia) a été 

« le légume le plus important utilisé dans l'Antiquité par les Indiens d'Amérique du Nord. De plus, les premiers colons européens ont survécu grâce à lui en période de disette. Il était un élément important de l'alimentation en raison de sa présence répandue, mais encore plus important, de sa disponibilité sous une forme comestible pendant la majeure partie de l'année. »

 Cet aliment semble aussi avoir été assez largement adopté par les premiers colons en Amérique du Nord.
Préhistoire : L'analyse des restes de farine de Typha trouvés sur des outils de pierre destinés au broyage (pilon, pierre de meûle), sur les sites de fouille de Bilancino II (Italie), de Kostenki et d'Uglyanka (Russie) et de Pavlov VI (République tchèque) a montré qu'elle fut une source intéressante et complémentaire de nutriments (fibres alimentaires et glucides) dans l'alimentation paléolithique gravettiennne en Europe. Le preuves de consommation de viande pour le Paléolithique moyen-supérieur (Gravettien et Gorodtsovien) sont bien plus nombreuses que celle d'une consommation végétale. Des analyses montrent que dans toute l'Europe, il y a au moins environ 30 000 ans, des aliments végétaux à haute teneur énergétique étaient récoltés et transformés au sein de l'économie alimentaire des chasseurs-cueilleurs étudiés. En termes d'apport énergétique, la farine de rhizome de thypha se montre similaire à une farine classique d'amidon (266 kcal/1128 Kj farine, contre 307kcal/1302 kj) (selon Revedin et al.2010). Cette farine était probablement utilisée pour faire des biscuits ou une sorte de bouillie, rendant ces chasseurs-cueilleurs plus indépendants en hiver, ce qui aurait pu favoriser les humains modernes par rapport aux les Néandertaliens.
- rhizome : Les parties souterraines de cette plante contiennent beaucoup d'amidon (jusqu'à 70 % de la masse du rhizome, en poids sec) ; elles peuvent être accommodées en cuisson ou moulues pour faire de la farine ; prélevé dans un endroit propre et dénué de séquelles de pollution, est comestibles après cuisson et épluchage. Riches en amidon, il peut aussi être réduit en pâte, séché et moulus en farine (usage traditionnel amérindiens par exemple)[11]. Les Iroquois faisaient macérer et bouillir le rhizome pour obtenir un délicieux sirop couramment utilisé sur le « pudding de farine de maïs »[24] ; Selon des analyses récentes (2014), cet amidon contient 32 % d'amylose ; son poids moléculaire est nettement supérieure à celui de la fécule de pomme de terre mais légèrement inférieure à celui de la fécule de maïs. Le poids moléculaire de l'amylopectine de ce typha est comprise entre celui de la fécule de maïs et celui de la fécule de pomme de terre. Sa structure moléculaire est « la plus ramifiée par rapport à tous les amidons étudiés »[25]. 
Le rhizome contient aussi des sucres (glucides solubles (saccharose, glucose, fructose) : très peu en fin de période froide et de plus en plus entre le printemps et le mois d'aout, avant un nouveau déclin saisonnier[26]. Il en contient plus que le rhizome du roseau commun (Phragmites australis), et ce, quel que soit le mois de l'année[26]. Chez Typha latifolia, le glucose est le plus présent, devant le saccharose et le fructose (alors que chez le roseau commun, c'et le fructose qui est le glucides solubles dominant tout au long de la saison, devant le saccharose, lui-même devant le glucose[26].
- Tige : jeune, elle peut être pelée, et les bases des feuilles peuvent être consommées (crues ou cuites) ;
- épis floraux, jeunes pousses et germes à l'extrémité des rhizomes : ils sont aussi comestibles ; et les poils associés aux graines ont été utilisés par des parents amérindiens des Amériques comme « duvet » pour la literie des bébés, et pour garnir leurs couches. L'un des noms donnés à la partie femelle de la fleur était « fruit pour le lit de papoose »[15] ; le « duvet de Typha » est encore utilisé dans quelques territoires pour garnir des vêtements et des oreillers[15]. Les épis floraux séchés peuvent être utilisés comme combustible lors de l'allumage du feu, s'enflammant très facilement au contact d'une étincelle. Ils ont aussi été utilisé comme médicament : les poils peuvent servir de support de coagulation pour les plaies.
- pollen : Il est abondant [(…)280 à 420 million de grains de pollen par inflorescences(…)][24]. Récolté sur la partie mâle d'épis mûrs, il était utilisé comme source d'arôme (par les Comanches par exemple)[27] ; il a aussi été utilisé comme une sorte de farine ou d'épaississant[28], dont pour produire des sortes de pancakes[29].

### Risques
Il est fortement déconseillé de manger des spécimens ayant grandi dans une eau polluée ou sur un sédiment pollué, car cette plante absorbe de nombreux polluants et peut en bioconcentrer et bioaccumuler (métaux lourds, et radionucléïdes notamment),,,,. Elle peut d'ailleurs être utilisée comme plante bioindicatrice et phytoépuratrice,.
Les spécimens ayant un goût très amer ou épicé ne doivent pas être consommés. 
Enfin, il ne faut pas confondre les rhizomes ou les plantules avec ceux de l'iris (toxique) qui peuvent être présents dans le même environnement. Souvent au printemps, les fuseaux de graines qui persistent encore sur le rhizome des typhas peuvent aider à différentier les deux plantes.
Bien que la culture en soit à peu près inexistante, la croissance clonale de la Massette à larges feuilles est rapide (on a calculé que la production de farine à l'hectare serait de 60 quintaux et ce, sans sélection génétique préalable)[réf. nécessaire].

### Alimentation animale
En 1844, dans son  Traité des plantes fourragères ou flore des prairies naturelles et artificielles de la France (620 pages), Henri Lecoq écrivait (p 31) : 

« Les Typhas sont de grandes plantes qui habitent les eaux, les queues d'étangs et les lieux inondés. Elles se multiplient beaucoup, et offrent plusieurs espèces principalement distinguées par la largeur de leurs feuilles, qui toutes donnent un fourrage de mauvaise qualité, que les chevaux cependant mangent au printemps, quand les jeunes feuilles commencent à pousser. Les cochons aiment beaucoup les racines, qui sont pleines d'une fécule très-abondante et analogue au sagou. »

### Filtration et épuration tertiaire des eaux, épuration des sédiments
En plus de leur côté esthétique, en zone tempérée, les massettes peuvent être utilisées pour le traitement par phytoépuration des eaux usées ou stagnantes, notamment en zone urbaine, pour épurer (lentement) des sédiments pollués,, ou pour la filtration des piscines écologiques. Les racines stabilisent les substrats et permettent à la matière en suspension, le carbone, les éléments nutritifs et les oligo-éléments d'intégrer les tissus végétaux. Elles aèrent le substrat en apportant de l'oxygène entre leur tige et les racines, celles-ci sont des points de fixation pour les micro-organismes et fournissent des nids pour le développement et l'alimentation des microorganismes. Elles produisent de l'humus lors de leur décomposition. Dans une certaine mesure, leur photosynthèse, et leur contribution à la déseutrophisation du milieu augmente la teneur en oxygène de l'eau.
Des usages plus spécifiques comme par exemple l'épuration de l'arsenic de l'eau, ou du pesticide (herbicide), la Terbuthylazine ont été proposés, ; de même pour l'Atrazine.
Elles ont l'inconvénient de vite devenir des plantes envahissantes et d'être appréciées des rats musqués qui s'en nourrissent et sont devenus invasifs dans une grande partie du monde.

### Autres
Cette plante a autrefois servi (par exemple aux États-Unis au début des années 1950) à fabriquer un papier, lourd et grossier selon les botanistes indiens Amit Pandey et R.K. Verma (2018)
Les « poils » des massettes peuvent servir d'allume-feu. Une fois extraits de l'épi, ces poils s'expansent en formant spontanément une touffe très aérée qui s'enflamme rapidement. Une fois récoltée, la massette gonfle légèrement en séchant[réf. nécessaire]. Les poils trempés dans de la cire (ou dans une matière grasse) peuvent être allumés comme une bougie, servant de mèche. Sans cire ou gras, ils brûlent avec une odeur rappelant un peu l'encens, odeur réputée pouvoir aussi repousser les insectes.
Les tiges fleuries sont utilisées pour confectionner des bouquets secs.
Des usages comme source de fibres textiles et en termes de biomasse-énergie ont aussi été évoqués
Les feuilles sont aussi utilisées en vannerie, entre autres pour le rempaillage des chaises : elles sont d'abord cueillies en été, séchées 40 à 50 jours, puis humidifiées avant d'être torsadées telle la paille traditionnelle. Ce rempaillage peu coûteux est très solide.
Dans l'île de Pacijan, dans les îles Camotes de Cebu aux Philippines, la plante, connue sous le nom de Soli-soli, est utilisée comme type de fibre ou matériau de tissage pour fabriquer des nattes, des sacs, des chapeaux et autres accessoires et ornements organiques ; dans la ville de San Francisco le tissage Soli-soli est considéré comme l'un des principaux moyens de subsistance des habitants de la ville, cet artisanat local y est à la fois une voie viable pour l'expression culturelle et une ressource pour l'éco-tourisme. Vers le 19 mars, la ville célèbre l'abondance de ce roseau planté sur l'île, et l'industrie du tissage, lors du festival Soli-soli (festival d'action de grâce dédié à Saint Joseph, le saint patron de la ville). Ce jour-là les habitants incorporent la plante dans leurs costumes de festival, portant souvent des tenues entièrement faites de Soli-soli tissé.
Parmi d'autres usages potentiels, sont évoqués :
- la production de charbon actif[52] ;
- une utilisation (feuilles mortes) comme absorbant (biosorbant) de certains polluants dilués dans de l'eau (tels que des encres[53],[54] ou du vert de malachite par exemple)[55] ; Son efficacité épuratrice (par exemple pour le plomb et/ou le mercure) semble pouvoir être accrue en présence d'acide citrique[56]
- un rôle de substrats pour la culture de champignons[52] ;
- une utilisation dans certains composites[57].